# Sölde (Dortmund)
Sölde ist der statistische Bezirk 44 und zugleich ein südöstlicher Stadtteil der kreisfreien Großstadt Dortmund. Er gehört zum Stadtbezirk Aplerbeck und grenzt im Süden an den Stadtteil Sölderholz, im Westen an Aplerbeck und die Aplerbecker Mark, im Norden an Asseln und im Osten an die zum Kreis Unna gehörende Gemeinde Holzwickede. Durch Sölde fließt die Emscher. Am 31. Dezember 2024 lebten in Sölde 5.605 Einwohner.

## Geschichte
Sölde wurde erstmals um 1150 mit de Sulethe im Urbar der Reichsabtei Werden erwähnt. Ein erster Adeliger wird 1226 mit Robertus de Sulede im Lünener Urkundenbuch genannt. Zwischen 1250 und 1432 wurde der Ort im Volmarsteiner Lehnsregister als Solede, Zülde, Zulde, Zolde, Zoelde, Solde und Seulde geführt. Im Jahr 1500 wird ein Johan van Hovel to Soelde urkundlich erwähnt.   
Sölde gehörte im Spätmittelalter und der Frühen Neuzeit in eigener Bauerschaft (Sold) im Amt Unna (historisch) und Kirchspiel Aplerbeck zur Grafschaft Mark. Laut dem Schatzbuch der Grafschaft Mark von 1486 hatten die 27 Steuerpflichtigen Hofbesitzer in der Bauerschaft zwischen 1 und 6 Goldgulden an Abgabe zu leisten. Darunter bemerkenswert viele große Höfe mit Abgaben von 5 und 6 Goldgulden. Im Jahr 1705 waren in der Bauerschaft Sölde 33 Steuerpflichtige mit Abgaben an die Rentei Unna im Kataster verzeichnet. Das Kloster Elsey besaß in Sölde von 1650 bis 1811 die beiden Höfe Langhofs Hof und Emberts Hof (Westermann).
Die Deutung des Ortsnamens kann als Stelle, an der es Morast gibt umschrieben werden.
Das Dorf bestand ehemals aus ein paar Bauernhöfen, die sich um das Rittergut Haus Sölde gruppierten. Frühe Erwähnung fand Sölde unter dem Namen Sulede 1176, später als Soledhe (um 1249). Sölde entwickelte sich vor allem in den 1960er Jahren zu einem Vorort. Wichtiger Arbeitgeber vor dem Zweiten Weltkrieg war die Zeche Margarete an der Schlagbaumstraße. Wahrzeichen für den zeitweilig „provisorischen“ Charakter des Vorortes war über Jahrzehnte das Glockengerüst der evangelischen Kirche an der Sölder Straße. Aus Geldmangel hatte die Kirchengemeinde die Glocken in etwa 4 m Höhe in dieses Gerüst einhängen lassen – bis zur vermeintlich baldigen Fertigstellung des Glockenturms. Da dieser noch lange auf sich warten ließ, mussten die Anwohner der Sölder Straße, der Begonien- und Geranienstraße täglich mindestens dreimal das Geläut aus allernächster Nähe ertragen.
Am 1. August 1929 wurde Sölde nach Dortmund eingemeindet. Ein Teil wurde in die Gemeinde Holzwickede eingegliedert.
Problematisch war der in den 1960er-Jahren abgeschlossene Bau der Wohnsiedlung „Maiglöckchenweg“, einer Abzweigung der Begonienstraße auf einem ehemaligen Grünland-Areal. Da hier vor allem Großfamilien aus sozial nicht sehr wohlhabenden Verhältnissen angesiedelt wurden, entwickelte sich schnell eine Aversion gegen die dort lebende Wohnbevölkerung. Nachdem einige Baulücken an der Begonienstraße im Laufe der 1970er-Jahre geschlossen wurden, normalisierte sich das Verhältnis.
Der heimische Fußballverein VfR Sölde spielte in den 1980er- und 1990er-Jahren in der Oberliga Westfalen und war zusammen mit der SG Lütgendortmund die erfolgreichste Mannschaft im Dortmunder Amateurfußball. Seine Heimspiele in der Bezirksliga 8 trägt der Verein auf dem Sportplatz „Am Rosengarten“ aus.

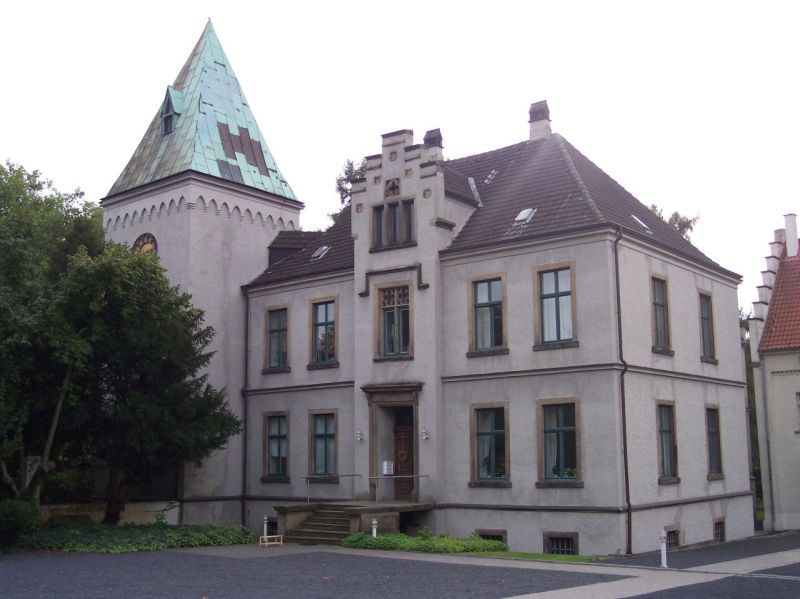
Rittergut Haus Sölde
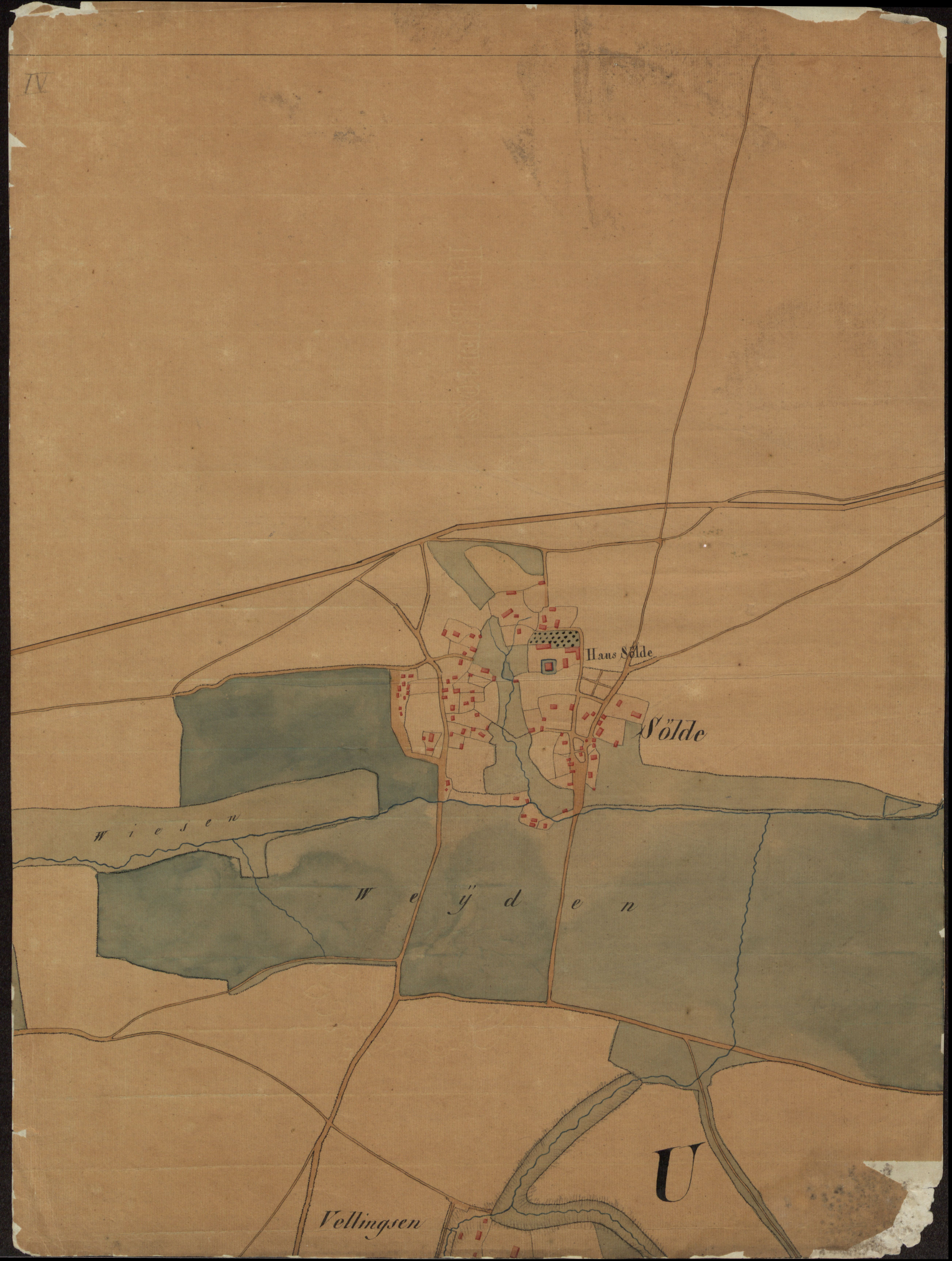
Karte von Sölde aus dem Jahr 1790
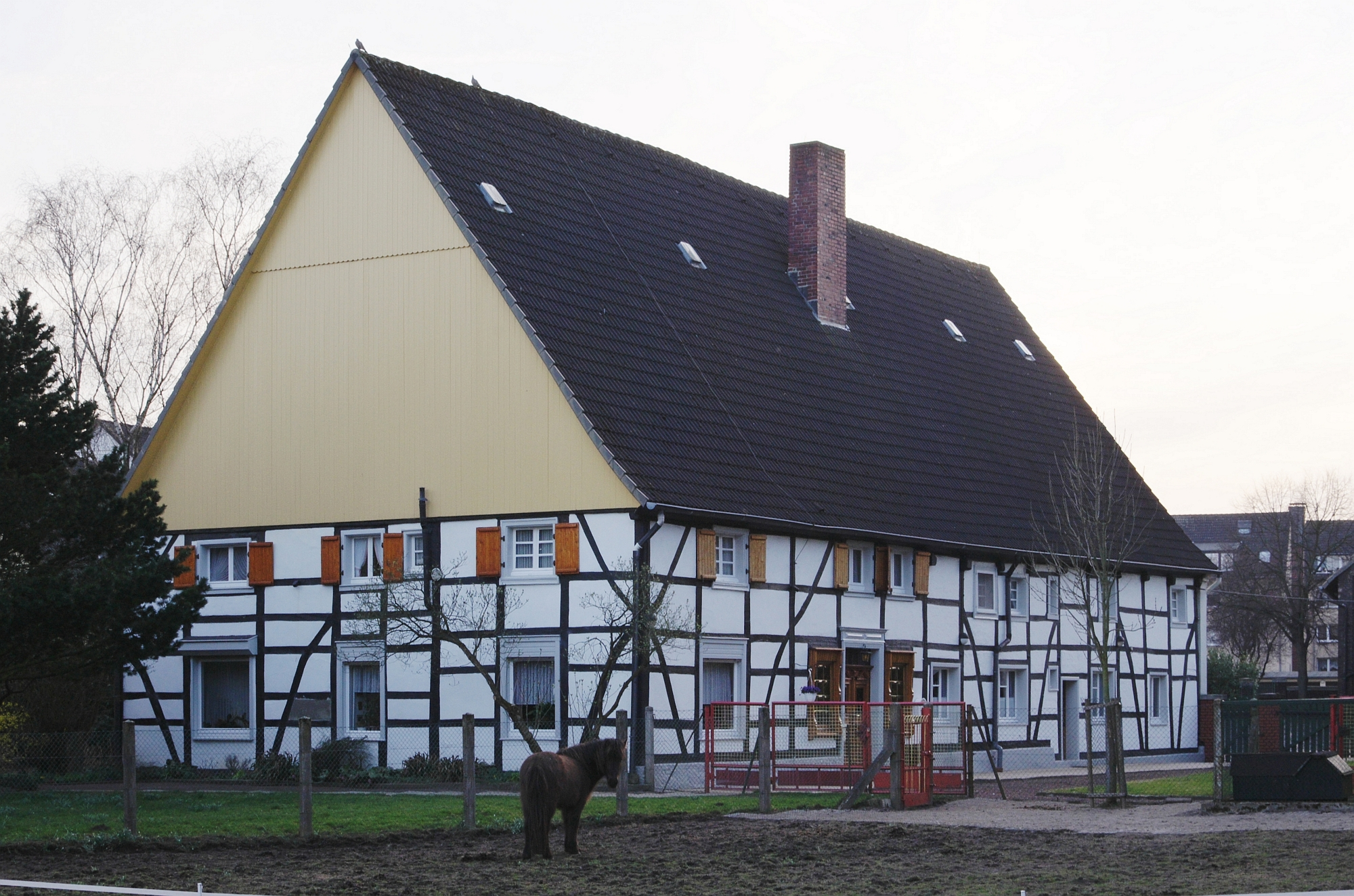
Fachwerkhaus in Dortmund-Sölde
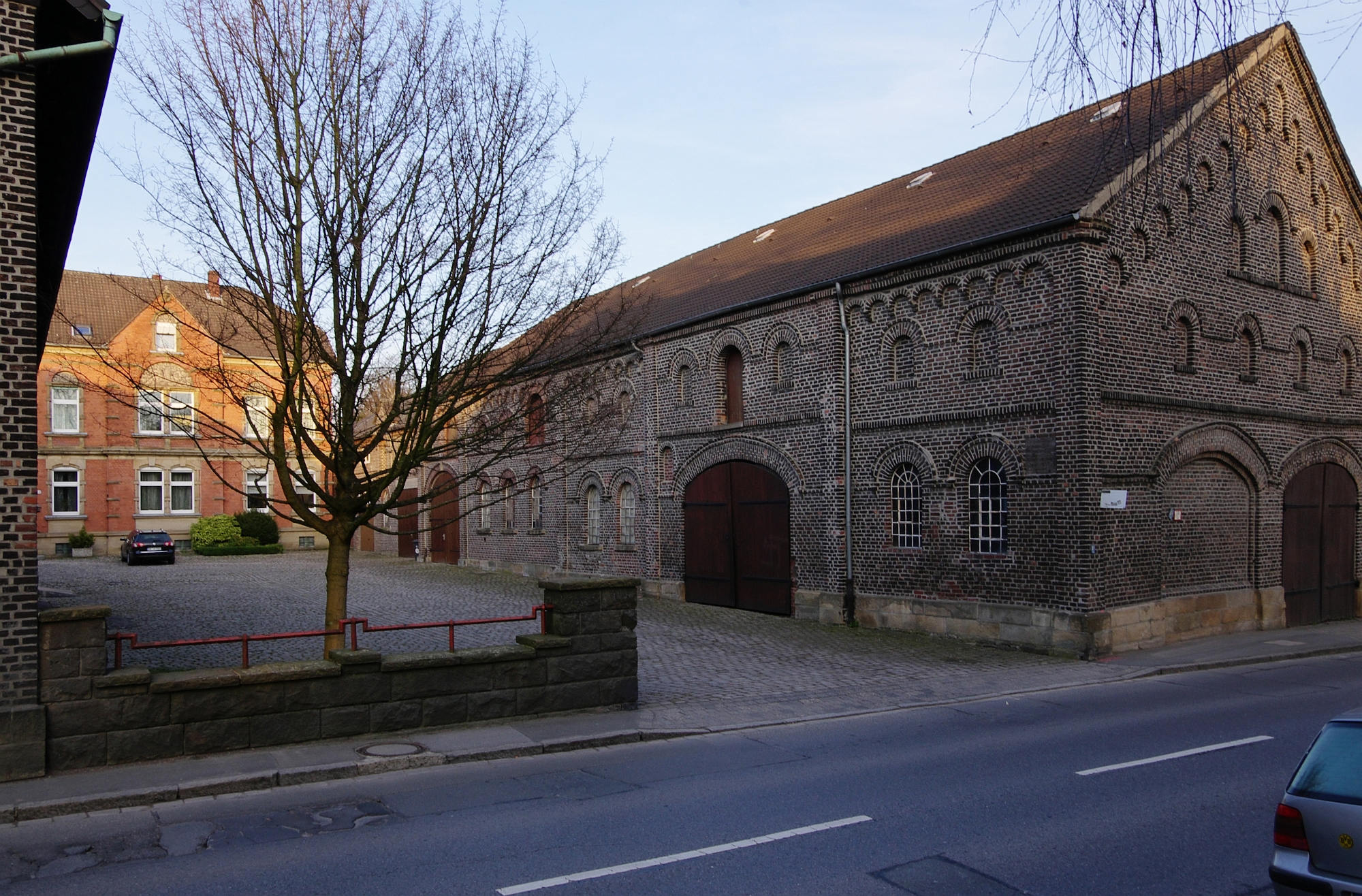
Hofanlage in Dortmund-Sölde
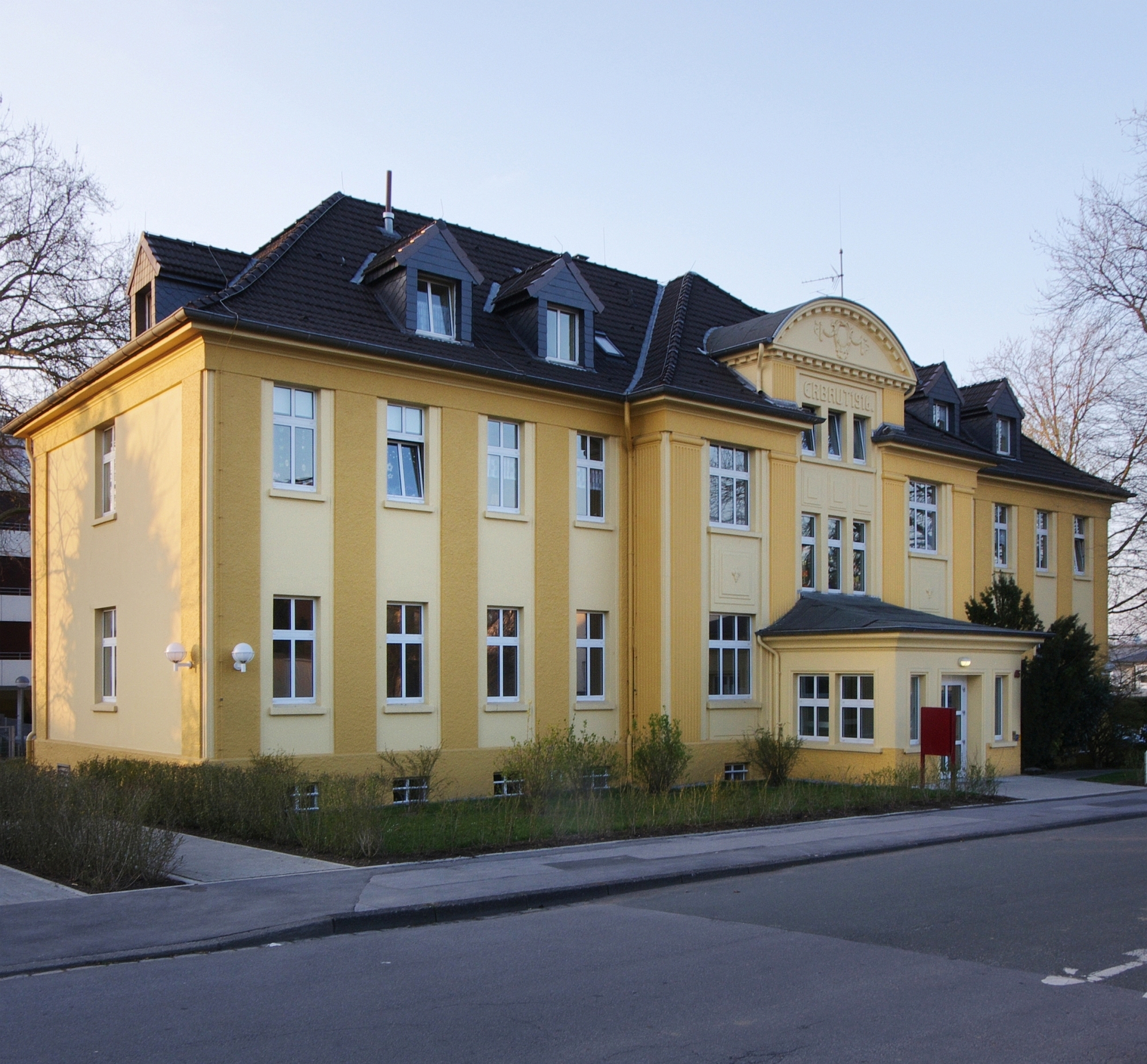
Seniorenheim in Dortmund-Sölde

## Bevölkerung
Struktur der Sölder Bevölkerung:
- Bevölkerungsanteil der unter 18-Jährigen: 12,8 % [Dortmunder Durchschnitt: 16,2 % (2018)][8]
- Bevölkerungsanteil der mindestens 65-Jährigen: 26,8 % [Dortmunder Durchschnitt: 20,2 % (2018)][9]
- Ausländeranteil: 8,2 % [Dortmunder Durchschnitt: 22,3 % (2024)][10]
- Arbeitslosenquote: 7,4 % [Dortmunder Durchschnitt: 11,0 % (2017)][11]

Das durchschnittliche Einkommen in Sölde liegt etwa 5 % über dem Dortmunder Durchschnitt.

### Bevölkerungsentwicklung
| Jahr | Einw. |
| ---- | ----- |
| 1987 | 6287  |
| 2003 | 6101  |
| 2008 | 5792  |
| 2010 | 5805  |
| 2013 | 5758  |
| 2016 | 5757  |
| 2019 | 5684  |
| 2022 | 5602  |

## Sölder Persönlichkeiten
- Walter Demgen (* 4. April 1925; † 8. Dezember 2010), deutscher Arbeitermaler, dessen Werk auch zahlreiche expressiv gestaltete Holzschnitte umfasst,
- Heinrich Spaemann (* 15. Juli 1903 in Dortmund-Sölde; † 1. Mai 2001 in Überlingen/Bodensee), katholischer Priester und geistlicher Schriftsteller.

## Verkehr
Der Haltepunkt Dortmund-Sölde liegt an der Bahnstrecke Dortmund–Soest.
| Linie | Verlauf | Takt                                           |
| ----- | --- | ---------------------------------------------- |
| RB 59 | Hellweg-Bahn: Dortmund Hbf – Dortmund Signal-Iduna-Park – Dortmund-Hörde – Dortmund-Aplerbeck – Dortmund-Sölde – Holzwickede – Unna – Lünern – Hemmerde – Werl – Westönnen – Soest Stand: Fahrplanwechsel Dezember 2023 | 30 min (werktags) 60 min (sonn- und feiertags) |